# Skråplan (tv-serie)
 For alternative betydninger, se Skråplan. (Se også artikler, som begynder med Skråplan)
Skråplan er en satireserie som blev sendt på DR2 i 2009. Studieværterne er Winnie og Karina (Linda P og Christina Sederqvist) fra Piger på prøveløsladelse, som diskuterede alt mellem himmel og jord. Imellem Winnie og Karina er der forskellige indslag som er parodier på rigtige tv-programmer.
Et af indslagene er DRs kriminalmagasin "Crimetime", hvor studieværten igen præsenterer flere indslag med reporteren Nikolaj Fondberg, der interviewer en af Avedøres pigebander, og så følger man også centervagterne Bo, Patrick og Schäfer i deres utrættelige kamp mod kriminaliteten i Glostrup Storcenter.
Et andet af indslagene er serien "Bruno & Nalle", hvor man følger de to singlemænd og venner Bruno og Nalle, hvor især Bruno gerne vil have en kæreste, men Nalle kommer hver eneste gang og spolerer det.
Det sidste indslag er "Borgerservice", hvor man møder sagsbehandlerne Özgun og Jytte, samt borgerne Mouna, Bamse, Flemming og Elinor. Udenfor Borgerservice står rygerne Tommy og den gravide Annika og venter på, at det bliver deres tur.
Alle rollerne bliver spillet af Linda P. og Christina Sederqvist.

## Figurer
- Winnie og Karina er værter på programmet. De har for eksempel deres egen brevkasse hvor de svarer på spørgsmål.
- Laura og Signe går i 8. klasse og har en pigebande, hvor de snakker fuldstændig udenom interviewerens spørgsmål, og hvor de også afslører sig selv som dydsmønstrer. For eksempel fik de at vide af læreren at de skulle læse et kapitel til i morgen, men de gjorde oprør og læste hele bogen færdig.
- Bo Patrick er den naive centervagt der prøver at fange "sigøjnere" i Glostrup Storcenter. Det går dog altid ud over uskyldige folk, kun for at gøre et godt indtryk på seerene.
- Schäfer er Bo Patricks hjælper. Han vil altid gøre præcis det samme som Bo Patrick og han gentager ofte hvad han siger.
- Bruno er single og vil meget gerne have en kæreste, så han prøver flere ting som for eksempel at gå i fitnesscenter, få tarmsugning og prøve nyt tøj. Desværre kommer hans ven Nalle altid og ødelægger det for ham.
- Nalle er den irriterende ven til Bruno der altid forfølger ham. Han ødelægger alt for Bruno med sine spidse kommentarer og dårlige jokes.
- Özgun er fra Tyrkiet og ikke særlig god til dansk. Han er sagsbehandler på Hvidovre borgerservice, men hans gode humør bliver altid ødelagt af borgerne Bamse og Elinor
- Jytte er den positive kollega til Özgun. Hun vil altid gerne hjælpe borgerne så godt hun kan, men det er dog lidt svært med borgere som Mouna og Flemming.
- Bamse er en ældre mand som har det med at miste ting. Han har for eksempel både mistet sin hund og sin pose, og han mener bestemt at det er borgerservices opgave at finde dem.
- Mouna Greyplace er en selvglad kvinde, som dog altid mister sine skattekort. Hun hedder rigtigt bare Mona Gråsted, men hun hun mener dog selv at hun hedder Mouna Greyplace.
- Elinor er en 56 årig kvinde, hvis ene ben er kortere end det andet. Hun driver altid Özgun til vanvid med sin evige snak.
- Flemming Balle er i starten af 20'erne og udviklingshæmmet. Han finder altid på mange røverhistorier hvilket han ikke selv mener det er.
- Tommy og Annika er to rygere der står ude foran borgerservice mens de venter på det bliver deres tur.